# Предолимпийский турнир КОНМЕБОЛ 2020
Предолимпийский турнир КОНМЕБОЛ 2020 — 13-й розыгрыш предолимпийского турнира, проводимого КОНМЕБОЛ среди сборных до 23-х лет для определения участников олимпийского футбольного турнира от Южной Америки. Соревнования прошли с 18 января по 9 февраля 2020 года в Колумбии.
В августе 2018 года КОНМЕБОЛ анонсировала возобновление проведения предолимпийского турнира в 2020 году после 16-летнего перерыва. С 2008 по 2016 годы участники Олимпийских игр от Южной Америки определялись по итогам молодёжного чемпионата Южной Америки.
Две лучшие сборные по итогам турнира отобрались на Олимпийские игры в Токио.

## Жеребьёвка
Жеребьёвка состоялась 5 ноября 2019 года в Боготе. Хозяева турнира сборная Колумбии досрочно была определена в группу A, а чемпионы предыдущих Олимпийских игр и лучшая южноамериканская сборная в рейтинге ФИФА сборная Бразилии досрочно определена в группу B. Остальные восемь сборных были разбиты на четыре корзины в зависимости от занимаемого на момент жеребьёвки места в рейтинге ФИФА.

## Судьи
| Факундо Тельо Дарио Эррера Иво Мендес Родолфу Тоски Анхель Артеага Алексис Эррера Николас Гальо | Эбер Акино Кевин Ортега Андрес Матонте Эстебан Остохич Пьеро Маса Гильермо Герреро Франклин Конго |

## Предварительный этап

### Группа А
| Поз | Команда   | И | В | Н | П | МЗ | МП | РМ | О  | Квалификация   |
| --- | --------- | - | - | - | - | -- | -- | -- | -- | -------------- |
| 1   | Аргентина | 4 | 4 | 0 | 0 | 9  | 2  | +7 | 12 | Финальный этап |
| 2   | Колумбия  | 4 | 2 | 1 | 1 | 7  | 3  | +4 | 7  | Финальный этап |
| 3   | Чили      | 4 | 2 | 1 | 1 | 4  | 2  | +2 | 7  |                |
| 4   | Венесуэла | 4 | 1 | 0 | 3 | 3  | 7  | −4 | 3  |                |
| 5   | Эквадор   | 4 | 0 | 0 | 4 | 0  | 9  | −9 | 0  |                |

| Эквадор | 0:3      | Чили                                                                           |
| ------- | -------- | ------------------------------------------------------------------------------ |
|         | Протокол | Джексон Поросо 59′ (авт.) · Камило Мойя 76′ · Иван Андрес Моралес Браво 90'+4′ |

| Колумбия            | 1:2      | Аргентина                                  |
| ------------------- | -------- | ------------------------------------------ |
| Хорхе Карраскаль 7′ | Протокол | Алексис Макаллистер 11′ · Адольфо Гайч 51′ |

| Чили             | 1:0      | Венесуэла |
| ---------------- | -------- | --------- |
| Анхело Араос 82′ | Протокол |           |

| Колумбия                                                                            | 4:0      | Эквадор |
| ----------------------------------------------------------------------------------- | -------- | ------- |
| Николас Бенедетти 15′ · Хорхе Карраскаль 26′ · Эдвин Сетре 32′ · Хоан Карбонеро 87′ | Протокол |         |

| Венесуэла             | 1:0      | Эквадор |
| --------------------- | -------- | ------- |
| Йеферсон Сотельдо 25′ | Протокол |         |

| Чили | 0:2      | Аргентина                             |
| ---- | -------- | ------------------------------------- |
|      | Протокол | Николас Капальдо 8′ · Неуэн Перес 57′ |

| Аргентина               | 1:0      | Эквадор |
| ----------------------- | -------- | ------- |
| Алексис Макаллистер 12′ | Протокол |         |

| Колумбия                                    | 2:1      | Венесуэла                     |
| ------------------------------------------- | -------- | ----------------------------- |
| Хорхе Карраскаль 45+2′ · Эдуард Атуэста 71′ | Протокол | Ян Карлос Уртадо Анчико 45+1′ |

| Венесуэла                    | 1:4      | Аргентина                                                                                     |
| ---------------------------- | -------- | --------------------------------------------------------------------------------------------- |
| Йеферсон Сотельдо 27′ (пен.) | Протокол | Насарено Коломбо 49′ · Федерико Матиас Сарачо 75′ · Хулиан Альварес 86′ · Науэль Бустос 90+1′ |

| Колумбия | 0:0      | Чили |
| -------- | -------- | ---- |
|          | Протокол |      |

### Группа В
| Поз | Команда  | И | В | Н | П | МЗ | МП | РМ | О  | Квалификация   |
| --- | -------- | - | - | - | - | -- | -- | -- | -- | -------------- |
| 1   | Бразилия | 4 | 4 | 0 | 0 | 11 | 5  | +6 | 12 | Финальный этап |
| 2   | Уругвай  | 4 | 2 | 0 | 2 | 5  | 6  | −1 | 6  | Финальный этап |
| 3   | Боливия  | 4 | 2 | 0 | 2 | 8  | 10 | −2 | 6  |                |
| 4   | Парагвай | 4 | 1 | 0 | 3 | 5  | 6  | −1 | 3  |                |
| 5   | Перу     | 4 | 1 | 0 | 3 | 4  | 6  | −2 | 3  |                |

| Уругвай         | 1:0      | Парагвай |
| --------------- | -------- | -------- |
| Диего Росси 48′ | Протокол |          |

| Бразилия     | 1:0      | Перу |
| ------------ | -------- | ---- |
| Паулиньо 43′ | Протокол |      |

| Парагвай                | 2:0      | Боливия |
| ----------------------- | -------- | ------- |
| Серхио Барейро 45′, 88′ | Протокол |         |

| Бразилия                                          | 3:1      | Уругвай            |
| ------------------------------------------------- | -------- | ------------------ |
| Педриньо 14′ · Матеус Кунья 31′ (пен.) · Пепе 77′ | Протокол | Сантьяго Буэно 80′ |

| Боливия                                                                            | 3:2      | Уругвай                                             |
| ---------------------------------------------------------------------------------- | -------- | --------------------------------------------------- |
| Мойсес Вильярроэль Ангуло 25′ (пен.) · Виктор Абрего 59′ · Фернандо Сальдиас 90+4′ | Протокол | Хосе Луис Родригес Бебанс 78′ · Федерико Виньяс 80′ |

| Парагвай                                      | 2:3      | Перу                                                                        |
| --------------------------------------------- | -------- | --------------------------------------------------------------------------- |
| Сауль Сальседо 15′ · Серхио Диас Веласкес 16′ | Протокол | Себастьян Гонсалес 53′ · Луис Карранса 71′ · Сантьяго Арсамендия 74′ (авт.) |

| Перу | 0:1      | Уругвай               |
| ---- | -------- | --------------------- |
|      | Протокол | Франсиско Хинелья 11′ |

| Бразилия                                                                          | 5:3      | Боливия                                      |
| --------------------------------------------------------------------------------- | -------- | -------------------------------------------- |
| Антони 3′ · Матеус Кунья 16′ · Гуга 39′ · Рейниер Жезус Карвальо 61′ · Пепе 90+5′ | Протокол | Виктор Абрего 20′, 71′ · Себастьян Рейес 79′ |

| Боливия                                                      | 2:1      | Перу             |
| ------------------------------------------------------------ | -------- | ---------------- |
| Мойсес Вильярроэль Ангуло 69′ · Фернандо Сальдиас 75′ (пен.) | Протокол | Хосе Лухан 90+6′ |

| Бразилия                | 2:1      | Парагвай                      |
| ----------------------- | -------- | ----------------------------- |
| Паулиньо 75′ · Пепе 89′ | Протокол | Роберто Фернандес Урбиета 61′ |

## Финальный этап
| Поз | Команда   | И | В | Н | П | МЗ | МП | РМ | О | Квалификация          |
| --- | --------- | - | - | - | - | -- | -- | -- | - | --------------------- |
| 1   | Аргентина | 3 | 2 | 0 | 1 | 5  | 6  | −1 | 6 | Олимпийские игры 2020 |
| 2   | Бразилия  | 3 | 1 | 2 | 0 | 5  | 2  | +3 | 5 | Олимпийские игры 2020 |
| 3   | Уругвай   | 3 | 1 | 1 | 1 | 6  | 5  | +1 | 4 |                       |
| 4   | Колумбия  | 3 | 0 | 1 | 2 | 3  | 6  | −3 | 1 |                       |

| Аргентина                                      | 3:2      | Уругвай                                  |
| ---------------------------------------------- | -------- | ---------------------------------------- |
| Алексис Макаллистер 18′, 55′ · Фаусто Вера 39′ | Протокол | Игнасио Рамирес 67′ · Матиас Аресо 90+3′ |

| Бразилия         | 1:1      | Колумбия        |
| ---------------- | -------- | --------------- |
| Матеус Кунья 71′ | Протокол | Эдвин Сетре 27′ |

| Бразилия                           | 1:1      | Уругвай            |
| ---------------------------------- | -------- | ------------------ |
| Игнасио де Арруабаррена 40′ (авт.) | Протокол | Мануэль Угарте 35′ |

| Аргентина                          | 2:1      | Колумбия               |
| ---------------------------------- | -------- | ---------------------- |
| Агустин Урси 50′ · Неуэн Перес 53′ | Протокол | Эдвин Сетре 67′ (пен.) |

| Колумбия        | 1:3      | Уругвай                                                                         |
| --------------- | -------- | ------------------------------------------------------------------------------- |
| Эдвин Сетре 78′ | Протокол | Игнасио Рамирес 28′ · Хуан Мануэль Санабрия 53′ · Хосе Луис Родригес Бебанс 61′ |

| Аргентина | 0:3      | Бразилия                             |
| --------- | -------- | ------------------------------------ |
|           | Протокол | Паулиньо 13′ · Матеус Кунья 30′, 55′ |

## Победители олимпийского отбора
| Сборная   | Дата отбора    | Предыдущие участия на Олимпийских играх                                           |
| --------- | -------------- | --------------------------------------------------------------------------------- |
| Аргентина | 6 февраля 2020 | 8 (1928, 1960, 1964, 1988, 1996, 2004, 2008, 2016)                                |
| Бразилия  | 9 февраля 2020 | 13 (1952, 1960, 1964, 1968, 1972, 1976, 1984, 1988, 1996, 2000, 2008, 2012, 2016) |